# Distrikt Río Tambo
Der Distrikt Río Tambo liegt in der Provinz Satipo in der Verwaltungsregion Junín in Zentral-Peru. Der Distrikt wurde am 29. Januar 1943 gegründet. Er besitzt eine Fläche von 10.213 km². Beim Zensus 2017 wurden 29.131 Einwohner gezählt. Im Jahr 1993 lag die Einwohnerzahl bei 9155, im Jahr 2007 bei 32.575. Verwaltungssitz ist die 275 m hoch gelegene Ortschaft Puerto Prado mit 256 Einwohnern (Stand 2017). Puerto Prado liegt am Zusammenfluss von Río Perené und Río Ene zum Río Tambo, 45 km ostnordöstlich der Provinzhauptstadt Satipo.

## Geographische Lage
Der Distrikt Río Tambo erstreckt sich über den Osten der Provinz Satipo. Der Río Perené durchquert den Nordwesten des Distrikts, der Río Tambo den Nordosten. Der Río Ene bildet die südwestliche Distriktgrenze. Im Osten verläuft die Distriktgrenze entlang der Wasserscheide zum weiter östlich verlaufenden Río Urubamba.
Der Distrikt Río Tambo grenzt im Westen an die Distrikte Vizcatán del Ene, Pangoa und Mazamari, im Nordwesten an die Distrikte Satipo, Río Negro und Pichanaqui (Provinz Junín), im Norden an die Distrikte Puerto Bermúdez (Provinz Oxapampa) und Raimondi (Provinz Atalaya), im Osten an die Distrikte Sepahua (ebenfalls in der Provinz Atalaya) und Echarati (Provinz La Convención) sowie im Süden an die Distrikte Kimbiri und Pichari (beide in der Provinz La Convención).